# فيليب شارب (سياسي)
فيليب شارب (بالإنجليزية: Philip R. Sharp)‏ هو سياسي أمريكي، ولد في 15 يوليو 1942 في الولايات المتحدة. حزبياً، نشط في الحزب الديمقراطي. في انتخابات مجلس النواب الأمريكي 1990 ‏، انتخب عضو مجلس النواب الأمريكي عن دائرة Indiana's 2nd congressional district ‏ وقد انضم خلال فترته النيابية ‏ (3 يناير 1991 – 3 يناير 1993)  للكتلة البرلمانية الحزب الديمقراطي وفي انتخابات مجلس النواب الأمريكي 1992 ‏، انتخب عضو مجلس النواب الأمريكي عن دائرة Indiana's 2nd congressional district ‏ وقد انضم خلال فترته النيابية ‏ (5 يناير 1993 – 3 يناير 1995)  للكتلة البرلمانية الحزب الديمقراطي وانتخب عضو مجلس النواب الأمريكي.